# Sandersville (Mississipi)
Sandersville és una població dels Estats Units a l'estat de Mississipi. Segons el cens del 2000 tenia 789 habitants.

## Demografia
Segons el cens del 2000, Sandersville tenia 789 habitants, 317 habitatges, i 231 famílies. La densitat de població era de 61,4 habitants per km².
Dels 317 habitatges en un 31,9% hi vivien nens de menys de 18 anys, en un 56,8% hi vivien parelles casades, en un 12,9% dones solteres, i en un 27,1% no eren unitats familiars. En el 23,3% dels habitatges hi vivien persones soles el 13,6% de les quals corresponia a persones de 65 anys o més que vivien soles. El nombre mitjà de persones vivint en cada habitatge era de 2,49 i el nombre mitjà de persones que vivien en cada família era de 2,94.
Per edats la població es repartia de la següent manera: un 23,2% tenia menys de 18 anys, un 9,8% entre 18 i 24, un 28,1% entre 25 i 44, un 22,2% de 45 a 60 i un 16,7% 65 anys o més.
L'edat mediana era de 39 anys. Per cada 100 dones de 18 o més anys hi havia 84,8 homes.
La renda mediana per habitatge era de 26.538 $ i la renda mediana per família de 34.167 $. Els homes tenien una renda mediana de 27.614 $ mentre que les dones 20.313 $. La renda per capita de la població era de 14.429 $. Entorn del 12,8% de les famílies i el 16,2% de la població estaven per davall del llindar de pobresa.

## Poblacions més properes
El següent diagrama mostra les poblacions més properes.